# Эль-Мутавакель, Наваль
Наваль Эль-Мутавакель — марокканская легкоатлетка, которая специализировалась на дистанции 400 метров с барьерами. Чемпионка Средиземноморских игр 1983 и 1987 годов. Олимпийская чемпионка 1984 года с личным рекордом — 54,61 — этот результат до сих пор является рекордом Марокко. Первая мусульманка и первая женщина из мусульманской страны, которой удалось выиграть олимпийскую медаль. На чемпионате Африки 1982 года выиграла золотые медали на дистанциях 100 метров с барьерами и 400 метров с барьерами, а также серебряную медаль в беге на 100 метров.
В 1998 году вошла в состав Международного олимпийского комитета, в 2012 году заняла должность вице-президента МОК. По состоянию на 2020 год входит в исполком МОК, не являясь вице-президентом.
В 1988 году окончила университет штата Айова, имеет степень бакалавра наук. Консул IAAF с 1995 года.